# Schiller Gyula
Schiller Gyula (Budapest, 1894. – 1963. november 11. előtt) magyar labdarúgó, nemzeti labdarúgó-játékvezető.

## Pályafutása
Az 1906–1907-es labdarúgó-bajnokságban a 33 Football Clubbal a 8. helyen végeztek.
Játékvezetésből Budapesten az MLSZ Bíróvizsgáló Bizottsága (BB) előtt elméleti és gyakorlati vizsgát tett. Az MLSZ által üzemeltetett bajnokságokban tevékenykedett. Az MLSZ BB javaslatára 1918-tól NB I-es bíró. Küldési gyakorlat szerint rendszeres partbírói szolgálatot is végzett. A nemzeti játékvezetéstől 1926-ban visszavonult. NB I-es mérkőzéseinek száma: 82.
| Időpont           | Helyszín                    | Mérkőzés típusa          | Mérkőzés                     | Eredmény | Nézők száma |
| ----------------- | --------------------------- | ------------------------ | ---------------------------- | -------- | ----------- |
| 1918. március 24. | Népszigeti pálya, Budapest  | első NB I-es mérkőzése   | Budapesti TC–Újpesti TE      | 3 – 2    | 2000        |
| 1926. május 16.   | Halom utcai pálya, Budapest | utolsó NB I-es mérkőzése | Törekvés SE–Erzsébetfalva TC | 5 – 1    | 1200        |

Az MLSZ JB küldésére vezette a nemzetközi felkészülési klubmérkőzést.
| Időpont | Helyszín                    | Mérkőzés típusa | Mérkőzés                    | Eredmény | Nézők száma |
| ------- | --------------------------- | --------------- | --------------------------- | -------- | ----------- |
| 1921.   | Üllői úti Stadion, Budapest | felkészülési    | Ferencvárosi TC–SpV Leipzig | 3 – 2    | 12 000      |

## Külső hivatkozások
- 2281367 Schiller Gyula. nemzetisport.hu. (Hozzáférés: 2016. június 13.)[halott link]
- Schiller Gyula. ftcbaratikor.hu. (Hozzáférés: 2016. június 13.)
- Schiller Gyula. tempofradi.hu. (Hozzáférés: 2016. június 13.)
- Schiller Gyula játékvezetői adatlapja a Nemzeti Labdarúgó Archívum oldalán